# Псалом 6
Псалом 6 — шостий псалом Книги псалмів. Авторство псалму традиційно приписується Давидові. Вважається, що намір Давида в написанні псалму полягав у тому, що він буде служити для тих, хто страждає від хвороби чи лиха, або для опису стану Ізраїльського царства, яке страждає від гніту.
Псалом є першим із семи покутних псалмів, які були виокремлені у цю категорію у коментарі Кассіодора VI століття AD. Псалом був численно перекладений на інші мови, а також покладений на музику великою кількістю композиторів. 

## Текст
| Вірш | Гебрейська мова                                       | Давньогрецька мова (Септуаґінта)                                                                                   | Латинська мова (Вульгата)                                                                                | Українська мова (Переклад Хоменка)                                                              |
| ---- | ----------------------------------------------------- | --- | --- | ----------------------------------------------------------------------------------------------- |
| 1    | לַמְנַצֵּחַ בִּנְגִינוֹת, עַל-הַשְּׁמִינִית; מִזְמוֹר לְדָוִד                 | Εἰς τὸ τέλος, ἐν ὕμνοις, ὑπὲρ τῆς ὀγδόης· ψαλμὸς τῷ Δαυιδ.                                                         | In finem, in carminibus. Psalmus David. Pro octava.                                                      | Провідникові хору. На струнах. На восьмий тон. Псалом Давида.                                   |
| 2    | יְהוָה, אַל-בְּאַפְּךָ תוֹכִיחֵנִי; וְאַל-בַּחֲמָתְךָ תְיַסְּרֵנִי               | Κύριε, μὴ τῷ θυμῷ σου ἐλέγξῃς με μηδὲ τῇ ὀργῇ σου παιδεύσῃς με.                                                    | [Domine, ne in furore tuo arguas me, neque in ira tua corripias me.                                      | Не докоряй мені, о Господи, в твоєму гніві і не карай мене в твоїм обуренні.                    |
| 3    | חָנֵּנִי יְהוָה, כִּי אֻמְלַל-אָנִי: רְפָאֵנִי יְהוָה--כִּי נִבְהֲלוּ עֲצָמָי     | ἐλέησόν με, κύριε, ὅτι ἀσθενής εἰμι· ἴασαί με, κύριε, ὅτι ἐταράχθη τὰ ὀστᾶ μου,                                    | Miserere mei, Domine, quoniam infirmus sum; sana me, Domine, quoniam conturbata sunt ossa mea.           | Помилуй мене, Господи, бо охляв я, вилікуй мене, бо трясуться кості в мене,                     |
| 4    | וְנַפְשִׁי, נִבְהֲלָה מְאֹד; ואת (וְאַתָּה) יְהוָה, עַד-מָתָי             | καὶ ἡ ψυχή μου ἐταράχθη σφόδρα· καὶ σύ, κύριε, ἕως πότε;                                                           | Et anima mea turbata est valde; sed tu, Domine, usquequo?                                                | і душа моя — стривожена надміру. Ти ж, Господи, — докіль?                                       |
| 5    | שׁוּבָה יְהוָה, חַלְּצָה נַפְשִׁי; הוֹשִׁיעֵנִי, לְמַעַן חַסְדֶּךָ              | ἐπίστρεψον, κύριε, ῥῦσαι τὴν ψυχήν μου, σῶσόν με ἕνεκεν τοῦ ἐλέους σου.                                            | Convertere, Domine, et eripe animam meam; salvum me fac propter misericordiam tuam.                      | Вернися, Господи, вирятуй мою душу, спаси мене задля твоєї ласки!                               |
| 6    | כִּי אֵין בַּמָּוֶת זִכְרֶךָ; בִּשְׁאוֹל, מִי יוֹדֶה-לָּךְ                   | ὅτι οὐκ ἔστιν ἐν τῷ θανάτῳ ὁ μνημονεύων σου· ἐν δὲ τῷ ᾅδῃ τίς ἐξομολογήσεταί σοι;                                  | Quoniam non est in morte qui memor sit tui; in inferno autem quis confitebitur tibi?                     | Бож хто по смерті тебе згадає, в Шеолі хто тебе возхвалить?                                     |
| 7    | יָגַעְתִּי, בְּאַנְחָתִי--אַשְׂחֶה בְכָל-לַיְלָה, מִטָּתִי; בְּדִמְעָתִי, עַרְשִׂי אַמְסֶה | ἐκοπίασα ἐν τῷ στεναγμῷ μου, λούσω καθ᾽ ἑκάστην νύκτα τὴν κλίνην μου, ἐν δάκρυσίν μου τὴν στρωμνήν μου βρέξω.      | Laboravi in gemitu meo; lavabo per singulas noctes lectum meum: lacrimis meis stratum meum rigabo.       | Знемігся я від стогнання мого, щоночі ложе моє — мокре від плачу, сльозами обливаю мою постіль. |
| 8    | עָשְׁשָׁה מִכַּעַס עֵינִי; עָתְקָה, בְּכָל-צוֹרְרָי                       | ἐταράχθη ἀπὸ θυμοῦ ὁ ὀφθαλμός μου, ἐπαλαιώθην ἐν πᾶσιν τοῖς ἐχθροῖς μου.                                           | Turbatus est a furore oculus meus; inveteravi inter omnes inimicos meos.                                 | З журби в очах мені темніє, — вони постарілись через усіх моїх супостатів.                      |
| 9    | סוּרוּ מִמֶּנִּי, כָּל-פֹּעֲלֵי אָוֶן: כִּי-שָׁמַע יְהוָה, קוֹל בִּכְיִי         | ἀπόστητε ἀπ᾽ ἐμοῦ, πάντες οἱ ἐργαζόμενοι τὴν ἀνομίαν, ὅτι εἰσήκουσεν κύριος τῆς φωνῆς τοῦ κλαυθμοῦ μου·            | Discedite a me omnes qui operamini iniquitatem, quoniam exaudivit Dominus vocem fletus mei.              | Ідіть від мене геть, усі лиходії, бо Господь почув голос плачу мого;                            |
| 10   | שָׁמַע יְהוָה, תְּחִנָּתִי; יְהוָה, תְּפִלָּתִי יִקָּח                      | εἰσήκουσεν κύριος τῆς δεήσεώς μου, κύριος τὴν προσευχήν μου προσεδέξατο.                                           | Exaudivit Dominus deprecationem meam; Dominus orationem meam suscepit.                                   | почув Господь моє благання, Господь прийняв мою молитву.                                        |
| 11   | יֵבֹשׁוּ, וְיִבָּהֲלוּ מְאֹד--כָּל-אֹיְבָי; יָשֻׁבוּ, יֵבֹשׁוּ רָגַע             | αἰσχυνθείησαν καὶ ταραχθείησαν σφόδρα πάντες οἱ ἐχθροί μου, ἀποστραφείησαν καὶ καταισχυνθείησαν σφόδρα διὰ τάχους. | Erubescant, et conturbentur vehementer, omnes inimici mei; convertantur, et erubescant valde velociter.] | Усіх ворогів моїх покриє стид та страх великий, і, засоромлені, вони назад повернуться швидко.  |

## Псалом 6 у середньовічних мініатюрах
Псалом був часто обраний для зображень мініатюр у середньовічних часословах, з метою розпочати розділ, який вміщує покутні псалми.

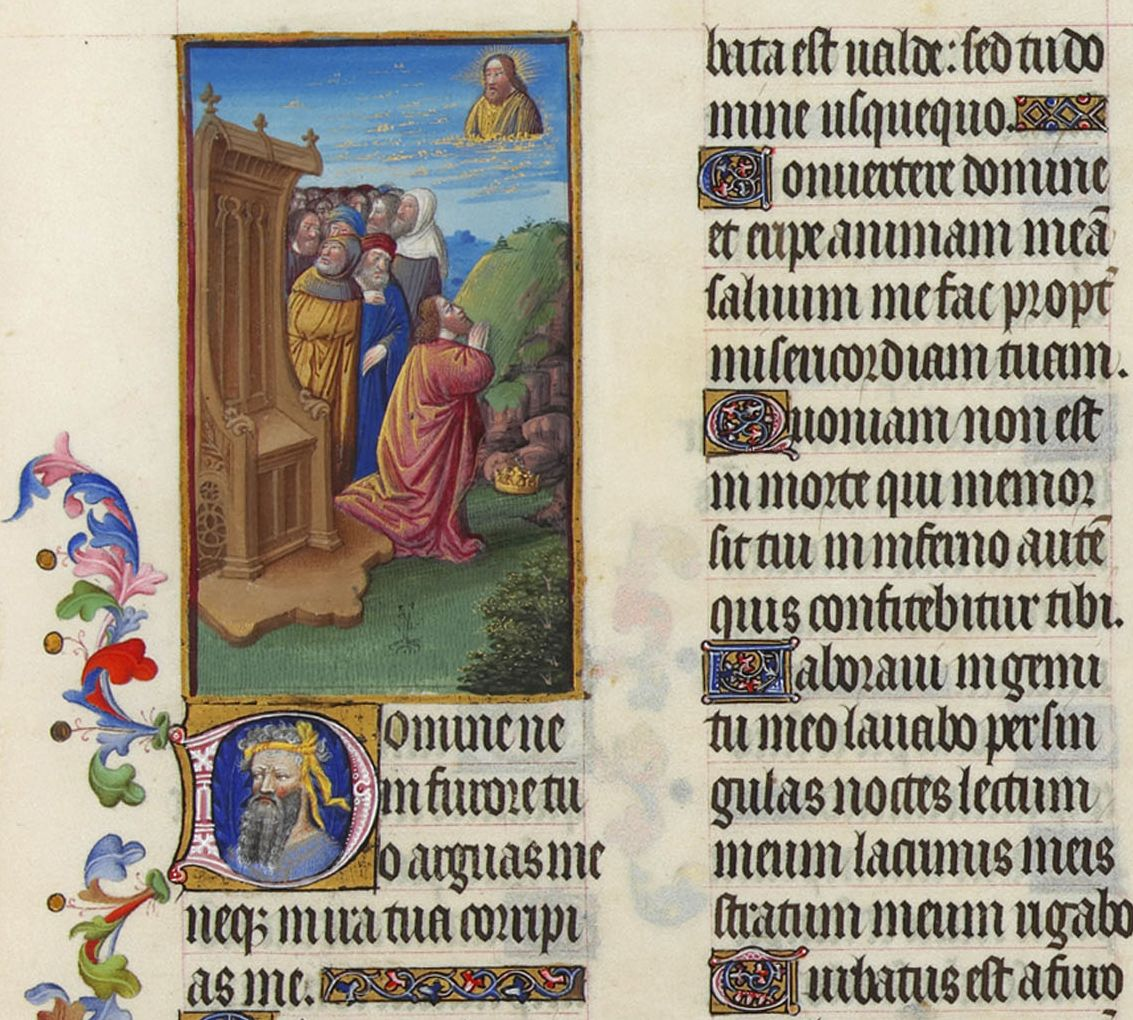
Розкішний часослов герцога Беррійського (XV століття)
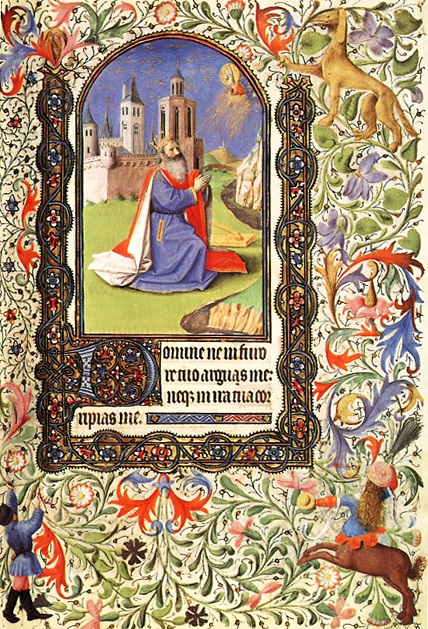
Часослов Гра́фства Намю́р
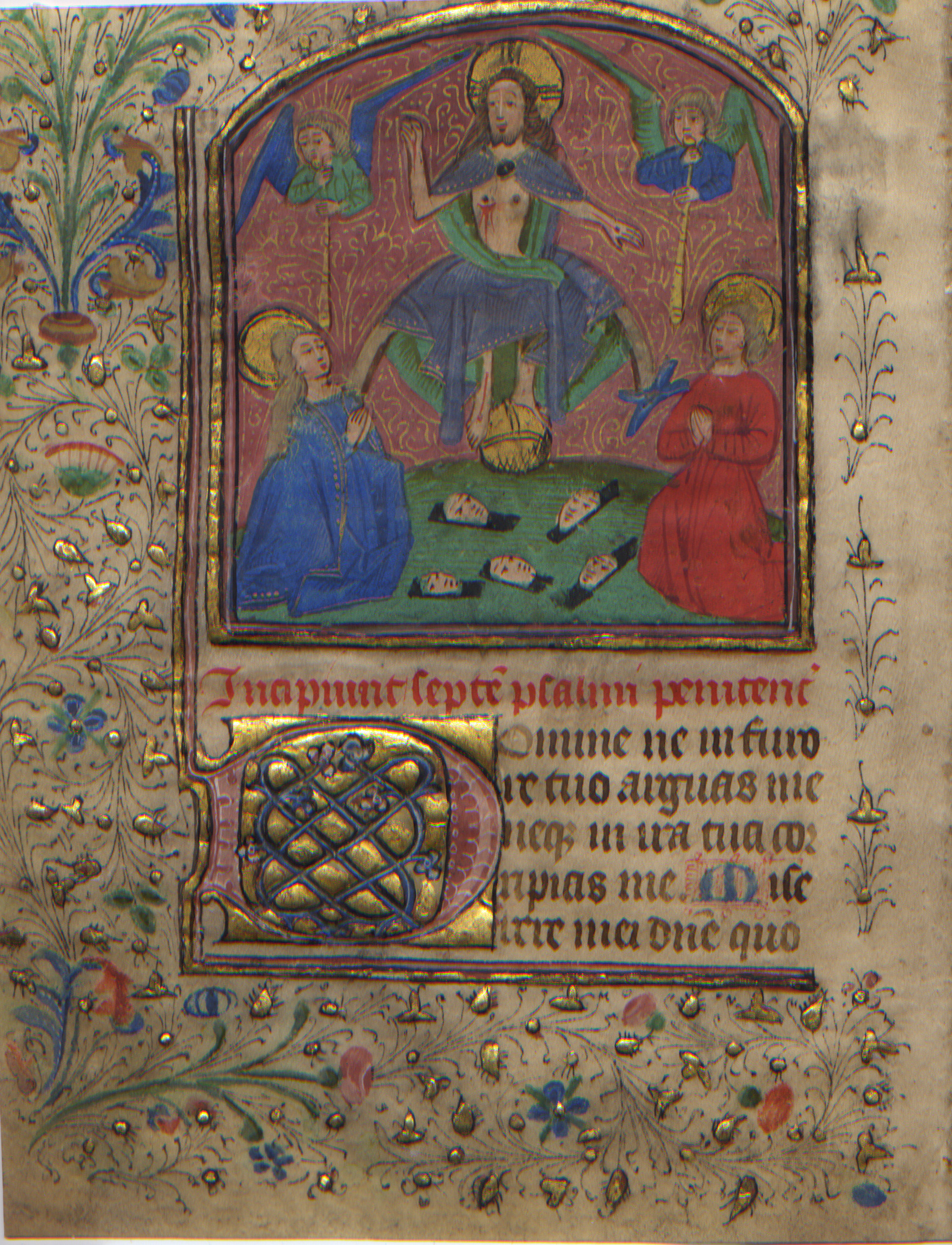
Мініатюра у часослов з півдня Франції XV століття.

## Літургійне використання

### Юдаїзм
Вірші 10 і 11 є частиною збірки молитов «Tahanoun», ранкової молитви Шахаріт («Sha'harit ») і обідньої молитви Мінха («Min'ha») на Богослужіннях протягом тижня. 

### Новий Завіт
Посилання на деякі вірші псалому 6 можна знайти у Новому Завіті:
- Вірш 4: Євангеліє від Івана (Ів. 12:27).
- Вірші 9: Євангеліє від Матея (Мт. 7:23); Євангеліє від Луки (Лк. 13:27).

### Католицька церква
Відповідно до монастирської традиції Статуту Бенедикта (530 AD), псалми 1–20 головним чином використовувалися під час першої години Літургії годин. Згідно цього статуту, цей псалом виконувався під час першої години у понеділок після псалму 1 і псалму 2. Під час Літургії годин псалом 6 також читався або співався під час читань у понеділок першого тижня. 

### Ефіопська православна церква
- Вірш 2 (який практично ідентичний віршеві 1 псалму 37) процитований у шостому розділі першої книги «Meqabyan» — книги, яка вважається канонічною для цієї церкви.[5]

## Історія використання
Для Мартіна Лютера псалом 6 є дуже важливим. На його основі він утверджує різні основні постулати своєї теології:
- Не потрібно сприймати ворожнечу ворогів, а навпаки звертатися до Бога. Хто дивиться на людей, той стає нетерплячим
- Людина, яка молиться, повинна боятися гніву Божого і просити, щоб вона була покарана як дитина Божа
- Тільки ті, хто вважають себе втраченим, можуть отримати Божу допомогу.

## Використання у музиці
Псалом став основю для хоралу Йоганна Георга Альбініса «Straf mich nicht in deinem Zorn» (1686; ECG 176). Французький композитор Анрі Демаре використав цей псалом у мотеті «Domine not furious», який входить до збірки мотетів «Grands Motets Lorrains». Псалом 6 також належить до одного із шістнадцяти органних творів Антоні ван Ноордта — «Do not Want, O Lord». 
Німецький композитор Генріх Шютц поклав на музику псалом для двох хорів — «Ach Herr, straf mich nicht». Також й інші німецькі композитори Себастіан Кнюпфер (1633—1676) і Ґеорґ Філіпп Телеманн (1681—1767) написали твори на основі цього псалму — «Ach Herr, strafe mich nicht».